# Svanbuhån
Svanbuhån är en sjö i Älvdalens kommun i Dalarna och ingår i Dalälvens huvudavrinningsområde. Sjön har en area på 0,128 kvadratkilometer och ligger 741,8 meter över havet.